# Sentmenat (kommun)
Sentmenat är en kommun i Spanien.   Den ligger i provinsen Província de Barcelona och regionen Katalonien, i den östra delen av landet, 500 km öster om huvudstaden Madrid. Antalet invånare är 8 521. Arean är 28,8 kvadratkilometer. Sentmenat gränsar till Sant Llorenç Savall, Caldes de Montbui, Palau-solità i Plegamans, Polinyà, Sabadell och Castellar del Vallès. 
Terrängen i Sentmenat är platt åt sydost, men åt nordväst är den kuperad.